# Atletica leggera alla II Universiade
Le gare di atletica leggera alla II Universiade si sono svolte a Sofia, in Bulgaria, dal 31 agosto al 3 settembre 1961.

## Risultati

### Uomini
| Specialità             | Oro                                                                 | Prestazione | Argento                                                   | Prestazione | Bronzo                                                            | Prestazione |
| 100 metri              | Enrique Figuerola                                                   | 10"38       | Berwyn Jones                                              | 10"59       | László Mihályfi                                                   | 10"65       |
| 200 metri              | László Mihályfi                                                     | 21"27       | Brian Smouha                                              | 21"40       | Brian Anson                                                       | 21"51       |
| 400 metri              | Josef Trousil                                                       | 47"51       | Jacques Pennewaert                                        | 48"06       | Otto Grasshoff                                                    | 48"53       |
| 800 metri              | Ron Delany                                                          | 1'51"1      | Rudolf Klaban                                             | 1'51"4      | Wolfgang Schöll                                                   | 1'51"6      |
| 1 500 metri            | Tomáš Salinger                                                      | 3'45"75     | Zoltan Vamo?                                              | 3'45"85     | Rudolf Klaban                                                     | 3'46"16     |
| 5 000 metri            | János Pintér                                                        | 14'23"4     | Andrei Barabás                                            | 14'23"8     | Peter Kubicki                                                     | 14"23"8     |
| 110 metri ostacoli     | Valentin Chistyakov                                                 | 14"33       | Klaus Willimczik                                          | 14"62       | Wieslaw Król                                                      | 14"81       |
| 400 metri ostacoli     | Salvatore Morale                                                    | 50"14       | Georgiy Chevychalov                                       | 51"80       | Elio Catola                                                       | 52"33       |
| 4×100 metri            | Leonid Bartenyev Valentin Chistyakov Anatoly Mikhaylov Ėdvin Ozolin | 41"22       | Kiyoshi Asai Hirotada Hayase Yojiro Muro Takayuki Okazaki | 41"30       | Hans-Jürgen Felsen Rudolf Sundermann Hinrick Helmke Joachim Guter | 41"35       |
| 4×400 metri            | Peter Hoppe Wolfgang Schöll Otto Graßhoff Albert Grawitz            | 3'10"56     | Josef Trousil Josef Odložil Milan Jílek Tomáš Salinger    | 3'12"93     | Menzies Campbell John Cooper Mike Fleet Mike Robinson             | 3'14"63     |
| Salto in alto          | Valerij Brumel'                                                     | 2,25        | Igor' Kaškarov                                            | 2,08        | Milan Valenta                                                     | 2,03        |
| Salto con l'asta       | Dimitar Khlebarov                                                   | 4,52        | Gérard Barras                                             | 4,52        | Ihor Petrenko                                                     | 4,52        |
| Salto in lungo         | Igor' Ter-Ovanesjan                                                 | 7,90        | Takayuki Okazaki                                          | 7,67        | Ivan Ivanov                                                       | 7,58        |
| Salto triplo           | Sorin Ioan                                                          | 15,93       | Oleg Ryakhovskiy                                          | 15,85       | Tomio Ota                                                         | 15,65       |
| Getto del peso         | Viktor Lipsnis                                                      | 18,00       | Dieter Urbach                                             | 17,64       | Zsigmond Nagy                                                     | 17,57       |
| Lancio del disco       | Edmund Piatkowski                                                   | 59,15       | Kaupo Metsur                                              | 54,20       | Virgil Manolescu                                                  | 52,52       |
| Lancio del martello    | Gyula Zsivótzky                                                     | 64,62       | Gennadiy Kondrashov                                       | 63,38       | John Lawlor                                                       | 63,33       |
| Lancio del giavellotto | Gergely Kulcsár                                                     | 77,65       | Janusz Sidlo                                              | 77,48       | Rolf Herings                                                      | 75,67       |
| Decathlon              | Vasilij Kuznecov                                                    | 7918        | Milan Kuzmanov                                            | 6226        | Klaus-Dieter Röper                                                | 6209        |

### Donne
| Specialità             | Oro                                                               | Prestazione | Argento                                                                     | Prestazione | Bronzo                                                          | Prestazione |
| 100 metri              | Tat'jana Ščelkanova                                               | 11"78       | Galina Popova                                                               | 11"90       | Joan Atkinson                                                   | 11"93       |
| 200 metri              | Barbara Janiszewska                                               | 24"44       | Joan Atkinson                                                               | 24"49       | Vera Kabranyuk                                                  | 24"70       |
| 800 metri              | Antje Gleichfeld                                                  | 2'07"76     | Florica Grecescu                                                            | 2'08"67     | Tsvetana Isaeva                                                 | 2'12"59     |
| 80 metri ostacoli      | Irina Press                                                       | 10"90       | Rimma Koshelyova                                                            | 11"01       | Snezhana Kerkova                                                | 11"09       |
| 4×100 metri            | Irina Press Tat'jana Ščelkanova Rimma Koshelyova Larisa Kuleshova | 46"2        | Miroslawa Salacinska Irena Szczupak Elżbieta Krzesińska Barbara Janiszewska | 47"6        | Stefka Ilieva Diana Yorgova Svetlana Isaeva Rossitsa Madzharska | 47"9        |
| Salto in alto          | Iolanda Balaș                                                     | 1,85        | Klara Pushkaryeva                                                           | 1,67        | Thelma Hopkins                                                  | 1,65        |
| Salto in lungo         | Tat'jana Ščelkanova                                               | 6,49        | Diana Yorgova                                                               | 6,12        | Elżbieta Krzesińska                                             | 6,11        |
| Getto del peso         | Tamara Press                                                      | 17,12       | Irina Press                                                                 | 15,61       | Ana Roth                                                        | 15,59       |
| Lancio del disco       | Tamara Press                                                      | 58,06       | Antonina Zolotukhina                                                        | 53,82       | Jolán Kontsek                                                   | 52,51       |
| Lancio del giavellotto | Yelena Gorchakova                                                 | 51,39       | Maria Diaconescu                                                            | 50,64       | Almut Brömmel                                                   | 47,65       |

## Medagliere
| #      | Nazione          | Oro | Argento | Bronzo | Totale |
| ------ | ---------------- | --- | ------- | ------ | ------ |
| 1      | Unione Sovietica | 13  | 10      | 2      | 25     |
| 2      | Ungheria         | 4   | 0       | 3      | 7      |
| 3      | Romania          | 2   | 4       | 2      | 8      |
| 4      | Germania Ovest   | 2   | 2       | 7      | 11     |
| 5      | Polonia          | 2   | 2       | 2      | 6      |
| 6      | Cecoslovacchia   | 2   | 1       | 1      | 4      |
| 7      | Bulgaria         | 1   | 2       | 4      | 7      |
| 8      | Irlanda          | 1   | 0       | 1      | 2      |
| 8      | Italia           | 1   | 0       | 1      | 2      |
| 10     | Cuba             | 1   | 0       | 0      | 1      |
| 11     | Gran Bretagna    | 0   | 3       | 4      | 7      |
| 12     | Giappone         | 0   | 2       | 1      | 3      |
| 13     | Austria          | 0   | 1       | 1      | 2      |
| 14     | Belgio           | 0   | 1       | 0      | 1      |
| 14     | Svizzera         | 0   | 1       | 0      | 1      |
| Totale | Totale           | 29  | 29      | 29     | 87     |